# Saint-Simeux
Saint-Simeux korábbi község Franciaországban, Charente megyében. Lakosainak száma 577 fő (2018. január 1.). Saint-Simeux Angeac-Charente, Champmillon, Châteauneuf-sur-Charente, Mosnac, Moulidars és Vibrac községekkel határos.
2021. január 1-jén Mosnac korábbi községgel egyesült és az így létrejött Mosnac-Saint-Simeux új község része lett.

## Népesség
A település népessége az elmúlt években az alábbi módon változott:
| Lakosok száma | 374  | 345  | 366  | 452  | 493  | 570  | 589  | 621  | 594  | 577  |
|               | 1968 | 1975 | 1982 | 1999 | 2006 | 2011 | 2013 | 2016 | 2017 | 2018 |